# Спей
Спей (англ. Spey; шотл. гел. Uisge Spè) — річка в північно-східній Шотландії. Друга за довжиною і найшвидша судноплавна річка Шотландії.  
Довжина становить 172 км, площа басейну 3008 км², середня витрата води — 64 м³/с. Спей впадає до затоки Морей-Фірт Північного моря. 
У Спеї ведеться промисловий вилов риби, переважно лосося та форелі. У долині річки діє багато підприємств з виробництва віскі, тож води річки використовуються для виробництва цього напою. 

## ГЕС
Вода з річки використовується для роботи ГЕС Лохабер. 